# Virgin Killer
Virgin Killer je čtvrté studiové album německé hardrockové a heavymetalové skupiny Scorpions. Vydáno bylo v roce 1976.
Na původní verzi obalu toho alba byla znázorněna nahá, velice mladá dívka. To způsobilo kontroverzi hlavně v USA a Velké Británii. Na pozdější verzi obalu byla pouze fotografie členů kapely. Zpěvák kapely Klaus Meine konstatoval, že když poprvé spatřil původní verzi, byl šokován, ale vzhledem k tlaku ze strany vydavatele byl nucen podniknout kontroverzní krok.[zdroj?]
V prosinci 2008 se album dostalo do středu zájmu, když Internet Watch Foundation, britská organizace zabývající se monitorováním internetu, umístila obrázek obalu alba hostovaný na anglické Wikipedii na svůj blacklist kvůli údajné dětské pornografii. Na to zareagovali britští poskytovatelé internetového připojení blokováním příslušné stránky a v důsledku toho velká část Velké Británie nemohla nejen navštívit příslušnou stránku alba, ale ani editovat Wikipedii.[zdroj?] Po několika dnech ale organizace blokování zrušila, protože došlo k opačnému efektu – lidé se začali o album v důsledku velkého mediálního zájmu více zajímat (tzv. efekt Streisandové).

## Seznam skladeb

### Strana jedna
1. "Pictured Life" (Meine, Roth, Schenker) – 3:21
2. "Catch Your Train" (Meine, Schenker) – 3:32
3. "In Your Park" (Meine, Schenker) – 3:39
4. "Backstage Queen" (Meine, Schenker) – 3:10
5. "Virgin Killer" (Roth) – 3:41

### Strana dva
1. "Hell Cat" (Roth) – 2:54
2. "Crying Days" (Meine, Schenker) – 4:36
3. "Polar Nights" (Roth) – 5:04
4. "Yellow Raven" (Roth) – 4:58

## Sestava
- Klaus Meine – zpěv
- Ulrich Roth – sólová kytara, zpěv ve skladbách "Hell-Cat" a "Polar Nights"
- Rudolf Schenker – doprovodná kytara, doprovodný zpěv
- Francis Buchholz – baskytara, doprovodný zpěv
- Rudy Lenners – bicí, perkuse
- Achim Kirschning – syntezátor, klávesy
- Dieter Dierks – aranžér, produkce